# Зірочки волохаті
Зірочки волохаті, зірочки мохнаті (Gagea villosa) — вид рослин з родини лілійних (Liliaceae); поширений у північно-західній Африці, західній Азії, Європі.

## Опис

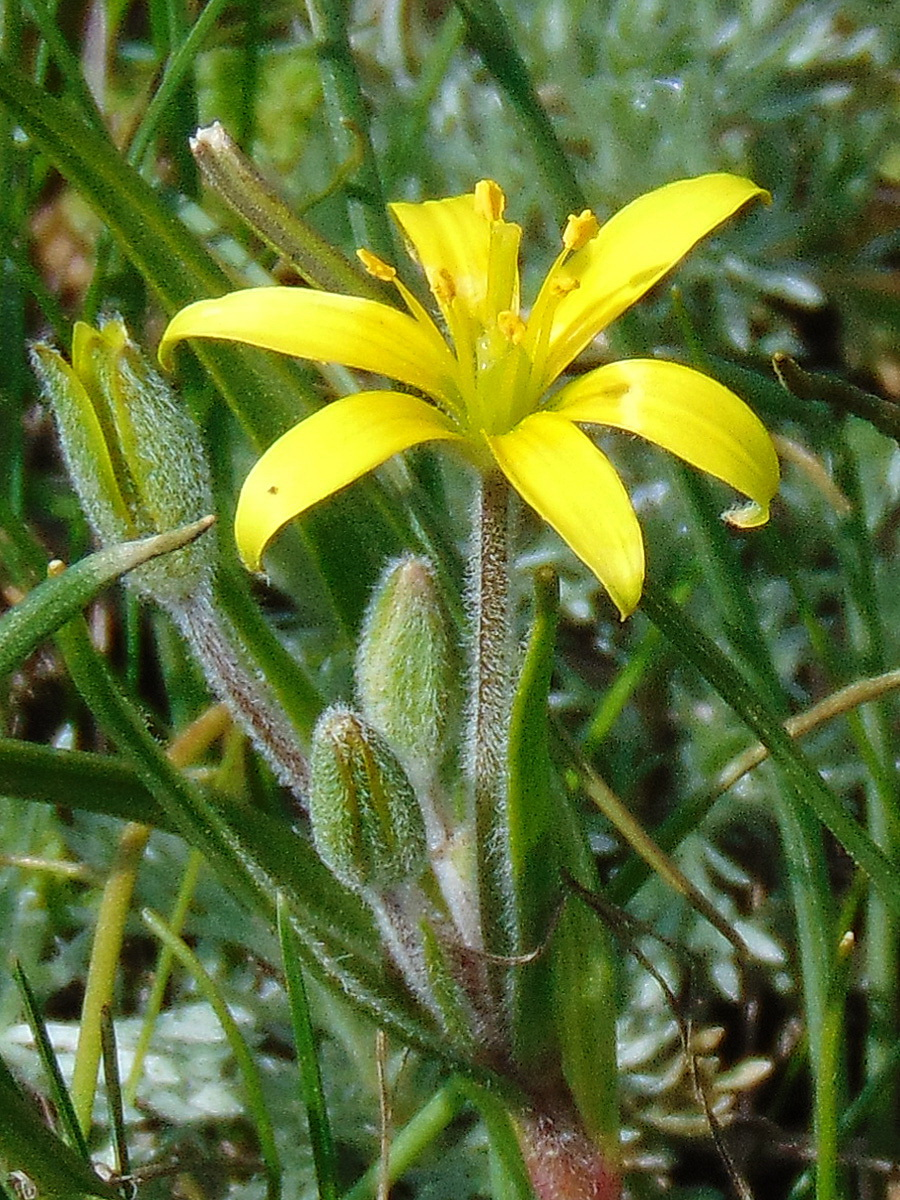

Багаторічна трав'яниста цибулинна рослина. Цибулин дві, в спільній бурувато-сірій перетинчастій оболонці; одна цибулина більша, друга менша. Стебло 5—20 см заввишки, більш-менш запушене. Прикореневих листків два, лінійних, жолобчастих, знизу кілястих, що перевищують суцвіття; 1,7—2,5 мм завширшки. Підсуцвітних листків два, розміщених звичайно супротивно і безпосередньо під суцвіттям; нижній листок — вузьколінійний, від ширшої основи поступово до верхівки звужений, верхній — лінійний або лінійно-ланцетний; обидва листки по краю запушені.
Суцвіття 2(3)—16-квіткові, зонтикоподібні, іноді щиткоподібні; квітконіжки довші від квіток, при основі з трав'яними, лінійно-шилоподібними, по краю пухнасто-волохатими прицвітками. Листочки оцвітини 12—16(18) мм завдовжки, довгасто-ланцетні, загострені, часто з відігнутою верхівкою. Квітконіжки й листочки оцвітини із зовнішнього боку запушені. Тичинки в 1,5—2 рази коротші від оцвітини; пиляки яйцюваті. Плід: довгасто-обернено-яйцювата коробочка, коротша за оцвітину.
Масове цвітіння в Україні відмічається зазвичай у квітні.

## Поширення
Поширений у північно-західній Африці, Західній Азії, Європі крім сходу.
В Україні зустрічається у степу і південній частині Лісостепу, зрідка; поодинокі місця зростання відомі в Закарпатті.
У Запорізькій області відмічений у Запорізькому Правобережжі (долина р. Верхня Хортиця), на о. Хортиця і на окол. м. Бердянськ.

## Екологія
Цибулинний пучкокореневий ефемероїд. Геофіт. Мегатроф. Мезоксерофіт. Геліофіт. Ентомофіл. Степант, рудерант.
В Україні зростає на сухих трав'янистих схилах і полях.
У Запорізькій області спорадично зустрічається на окремих ділянках серед лучного і чагарникового степу, а також місцями на суходільних луках . 

## Охоронний статус
Вид занесено до Червоного списку рослин Закарпатської області.
У 2000 р. вид занесено до першої редакції Червоного списку рослин Запорізької області. У регіоні охороняється в Національному заповіднику «Хортиця» і ландшафтному заказнику «Верхів'я балки Канцерівська (= Кайдацька)».

## Галерея

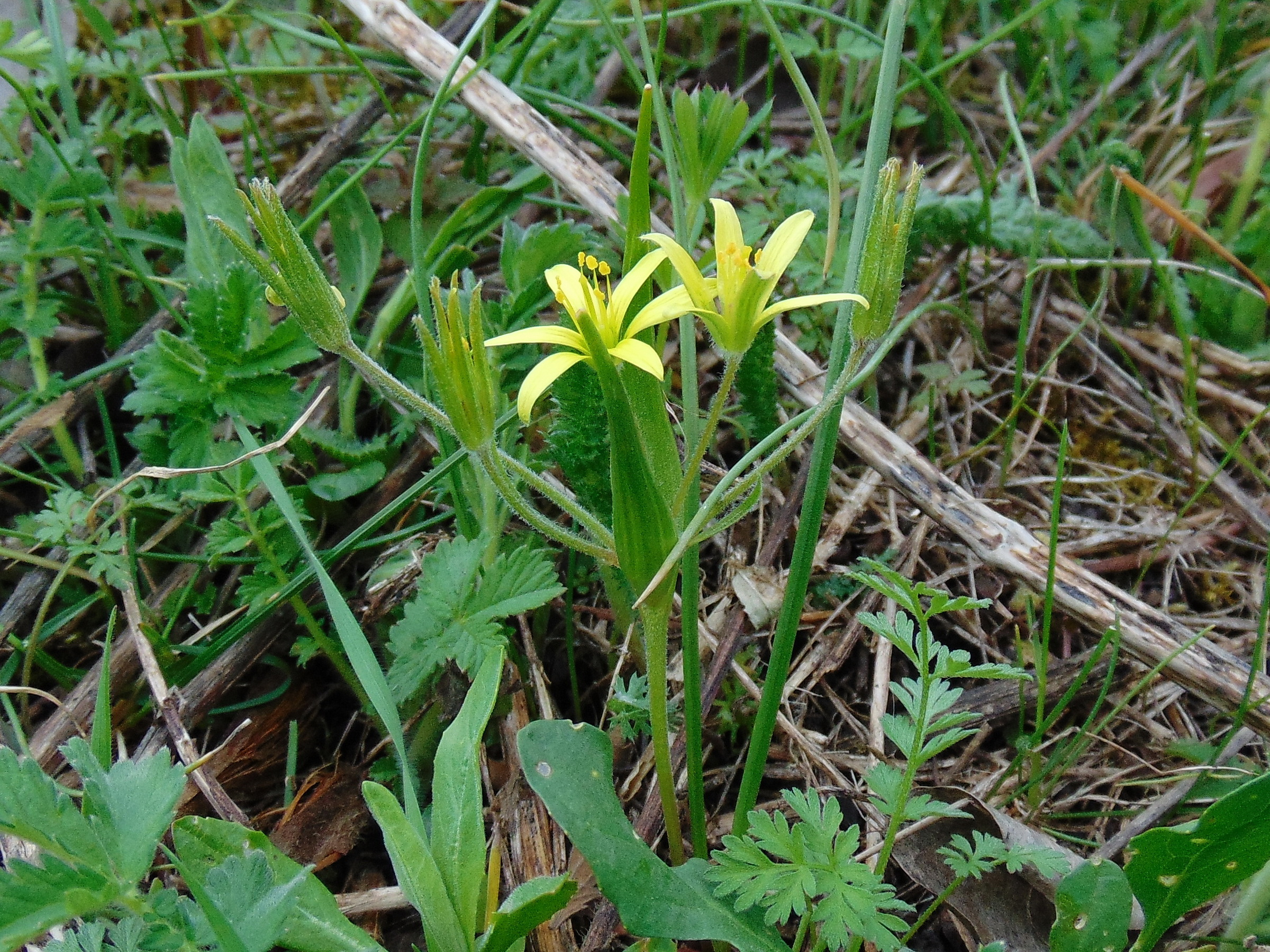
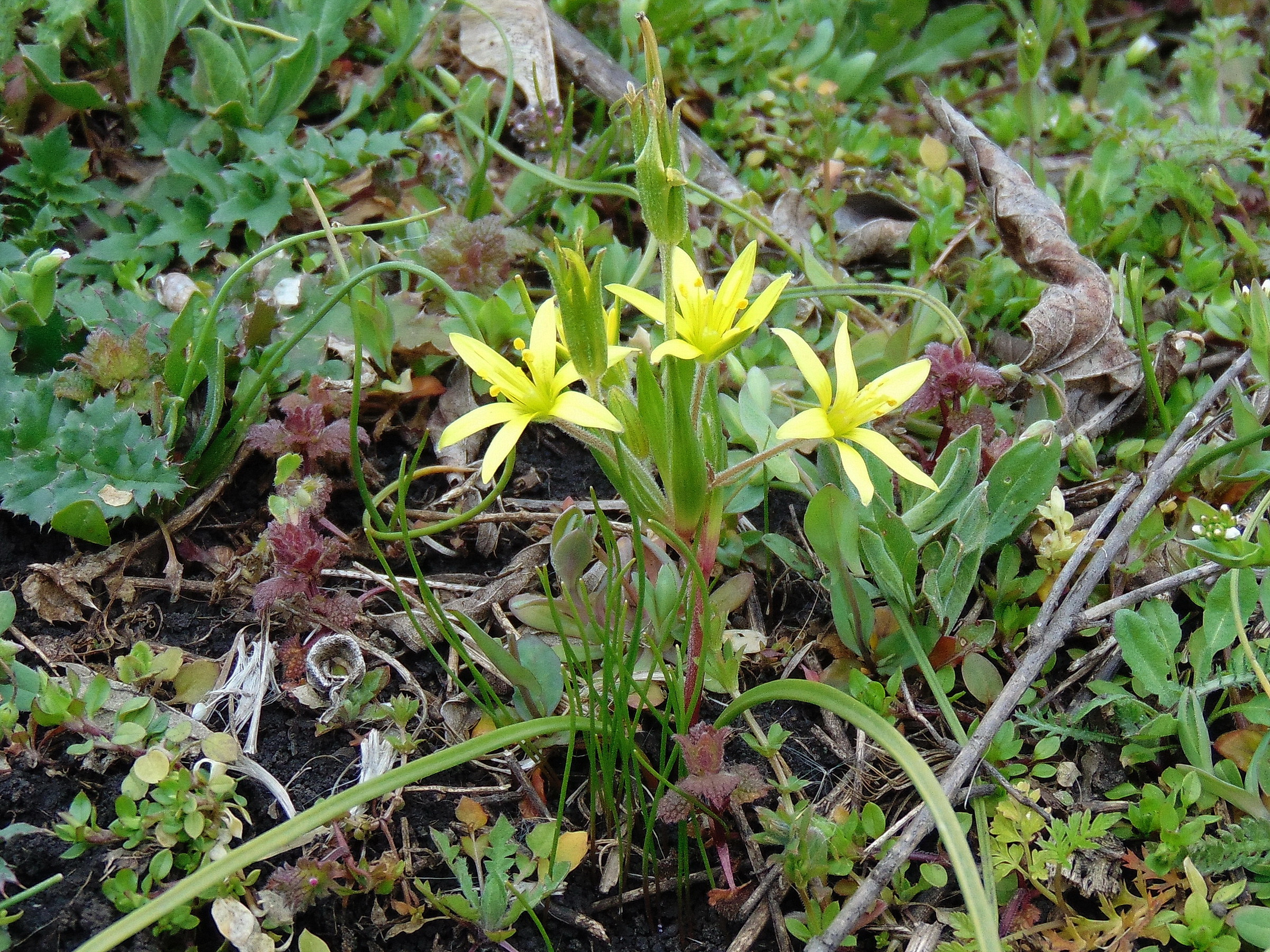
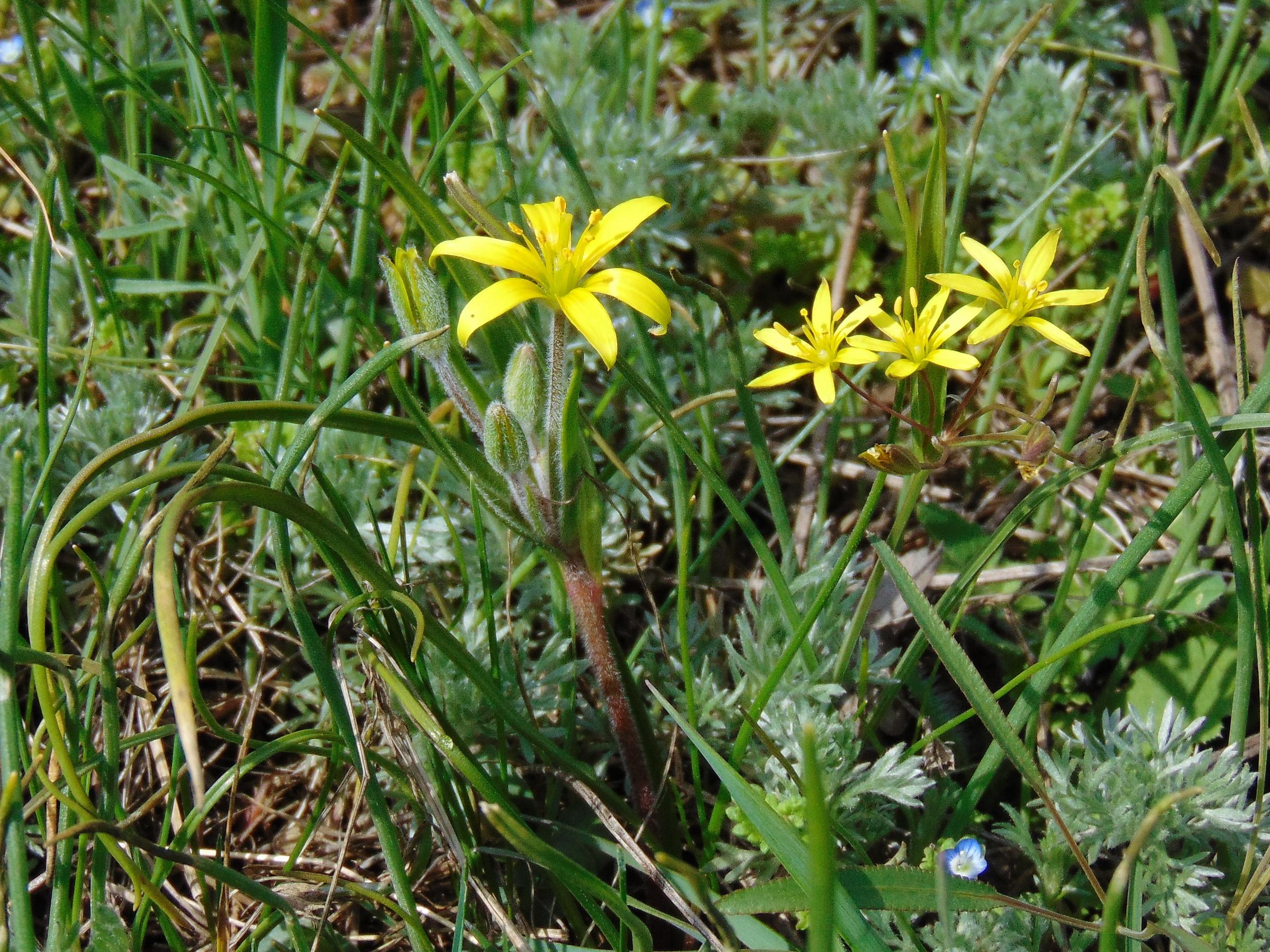
Зірочки волохаті і червонясті